# Ізки
І́зки — село в Україні, у Хустському районі Закарпатської області. Входить до складу Пилипецької сільської громади.

## Географія
Відстань до райцентру Міжгір'я (колись Волове) — 22 км, до залізничної станції Воловець — 18 км.
Село розкинулось у долині річки Репинки. На південний захід розташований головний хребет масиву Полонини Боржави з вершинами Руський Вирьх, Магура-Жиде і Граб, на північний схід — Верховинський Вододільний хребет з вершинами Мідяницька та Жид.

## Історія
Вперше згадується в письмових джерелах у 1463 році. 
В угорських грамотах згадка - 1600: Izka (Bélay 155), 1605: Iszka (uo.), 1725: Izka (Revizki), 1773: Iszka, Izok (LexLoc. 134), 1808: Iszka, Izka, Izky (Lipszky: Rep. 264), 1828: Iszka, Izok (Nagy 196), 1838: Iszka (Schem. 61), 1851: Iszka (Fényes 2: 138), 1913: Iszka (Hnt.), 1944: Iszka, Изки (Hnt.), 1983: Ізки, Изки (ZO).
Колись в часи Олекси Довбуша на місці села Ізки була така вузька дорога, що коли нею їхали, з каміння аж іскри сипалися. Коли опришки проїхали сюдою, то із здивуванням відмітили: «Дивись, іскри!» А село, що потім виросло при дорозі, назвали Ізками — від іскор.
У минулому Ізки було місцем відпочинку гірських вівчарів та жителів довколишніх поселень, які прямували сюди до природного джерела «Зимівкова криниця». Тут починається потічок, який у селі називають Волоським потоком (очевидно, тому що в XII—XVI ст. сюди виганяли на водопій волів, що паслися в навколишніх горах Голиці та в підніжжі Мідяницької Ялини). Уздовж потічка селились скотарі, а теметів мали на вершині Спаровані, поблизу гори Осовня. За часу Першої світової війни по верху гори Голиця проходила лінія оборони: ще в 1960-х роках були добре збережені окопи та оборонні рови, але згодом їх переорали.
На початку сільського кладовища-теметова зістались могили, де були перші поховання, у тому числі воїні, загиблих під час Першої світової війни.
До 2000 року село вже було оточене вирубками, почалася масштабна вирубка лісу, що спричинило зсуви. Від зсуву постраждала криниця, якій місцеві жителі приписували цілющі властивості.
У селі було мінеральне джерело, воду з якого використовували місцеві жителі. Свого часу було розроблено план будівництва дільничної реабілітаційної лікарні, проте цей задум так і залишився на рівні теоретичних розробок.
За всю історію у селі не було погромів і демонстрацій. Ізки чинили опір сталіністам, тут не було організовано Комуністичної партії, натомість діяла хата-читальня, у якій працювала «Просвіта». Секретарем читальні був у свої молоді роки Степан Бобинець, який із братами організував театральний гурток, де грали донька Донського, Петро Бобинець, Михайло Гавріш та інші односельці. Багато ізківчан знали декілька мов: італійську, чеську, фламандську тощо.

### Радянські часи 1944—1991
За часи колективізації та колгоспного господарювання було викорчувано навколишні ліси і джинятники (зарості ялівцю) та переорано лінії оборони — окопи.
Окупаційна радянська влада розпочала насильну колективізацію та організацію колгоспів. Це спричинило занепад культури: комуністи приходять у село, забороняють греко-католицьку церкву, руйнують хрести, будують будинок культури і встановлюють бюст Леніна та обеліск слави перед сільською радою. За нової влади жителі села були зобов'язані працювати за нормодень, який нічим потім не оплачувавсь.
Село постраждало внаслідок Голодомору 1946—1947. Під час Другої світової війни у «добровольці» було відправлено чимало ізківчан, які після повернення з війни хоч із численними відзнаками, не мали жодних пільг.
У 1960-х рр. військова нагорода знайшла свого героя — Луку Петровича Бобинця, проте він сказав, що замість неї волів би міх борошна, бо не має чим годувати дітей: на знак протесту він відмовився від заслуженого військового ордена.
Ізківське лісництво на той час має 4051 га лісових масивів, флористичний заповідник — природний сосняк площею 25,5 га. В Ізках було заплановано будівництво середньої школи, проте її починають будувати на початку сусіднього села Пилипець.
В часи комунізму в селі організовано колгосп «Заповіт Ілліча», якому було передано 750 га орної землі, 2309 гектарів сінокосів і пасовищ. На цій основі розвивалось м'ясо-молочне виробництво.
За національним складом у селі жили українці — до приходу Радянської влади в паспортах мали записане — русин (місцеві мешканці належать до етнічної групи бойки). В селі також жило декілька родин євреїв, яких у 1939 році угорці вивезли з села, а в їхніх будинках потім радянська влада розмістила аптеку, пошту, школу, лікарню та дитячий садок. У селі біля церкви була єврейська бужня (молитовний дім).
У часи радянської влади в селі побудовано школу і будинок культури, де зараз розміщена і сільська рада. У восьмирічній школі навчалося на той час 105 учнів, працювало 17 учителів.
Присілки

Матачів
Матачів - колишнє село в Україні, в Закарпатській області.
Об'єднане з селом Ізки  рішенням облвиконкому Закарпатської області №155 від 15.04.1967
ПЕрша згадка 1745: Motacsova (Mikovinyi), 1780-1: Matocsol, Mátácsul (MTH. 32), 1789: Matacso, Marocso (uo.), 1804: Motacso (Korabinszky), 1808: Matocsol, Matocsul (Lipszky: Rep. 416), 1828: Matatsó (Nagy 200), 1892: Matacsó (Hnt.), 1898: Matacsó (Hnt.), 1907: Matacsó (Hnt.), 1913: Matacsó (Hnt.), 1944: Matacsó, Матачивъ (Hnt.), 1967: Матичів (ZO).
Дзвіниця. 1922, 1952.
Місцевий переказ твердить, що відома церква в Ізках була перенесена туди з Матачова. Пароха матачівського о. Василя Денечка згадують у написі на церковній книзі в Новоселиці в 1738 р.
Найдавнішою пам’яткою села є кам’яний придорожній хрест. Коли в 1950-х роках хресту загрожувало зруйнування, селяни перенесли його до дзвіниці у верхній частині села. Тепер на старому місці поставлено новий хрест. Традиційну двоярусну дзвіницю спорудив у 1922 р. місцевий майстер Яків Баник. Близько 1952 р. дзвіницю переробили і зробили вищою. Дехто каже, що тоді збудували нову дзвіницю.
Близько 1988 р. шатровий дах і опасання перекрили бляхою. Всередині зберігаються два дзвони – один виробництва ужгородської фірми “Акорд” з 1926 p., а інший відлитий 1817 р. у Пряшеві (майстри Павло ПІміц та Франц Легерер) на замовлення Максима Поповича.
В селі-присілку функціонує сироварня, гірськолижний витяг, навчальна пасіка

### Населення
Згідно з переписом УРСР 1989 року чисельність наявного населення села становила 825 осіб, з яких 396 чоловіків та 429 жінок.
За переписом населення України 2001 року в селі мешкало 806 осіб.

### Мова
Розподіл населення за рідною мовою за даними перепису 2001 року:
| Мова       | Відсоток |
| ---------- | -------- |
| українська | 99,38 %  |
| російська  | 0,49 %   |

## Відомі люди
- Довбак Адальберт  — український політичний діяч, депутат Сойму Карпатської України. Помер та похований у селі.

Виходець із села — ізківчанин Мишанич Юрій, очолював медичне училище, а потім — філіал медичного вишу в Мукачові. Степан Бобинець майже 20 років очолював деканат РГФ Ужгородського державного університету. Ізки мали й свого професора — лікаря-рентгенолога Ф. Ф. Теличка. Лікар-невролог Дуда очолював неврологічну службу Свалявського району.Виходець із Ізок Михайло Степанович Бобинець закінчивши клінічну ординатуру на кафедрі неврології № 2 Київського Інституту удосконалення лікарів очолював поліклінічну-неврологічну службу в м. Мукачево, в 1995 переходить на роботу лікарем -неврологом в Словаччину -Свидник, а згодом Пряшів. З 22 серпня 2004 року до тепер(2017) очолює лікарське товариство українців-русинів в Словаччині.(м. Пряшів). Головним аптекарем у Мукачеві довгий час був Василь Корда, його дочка Ірина — кандидат філологічних наук. 
- У Ізках народився  художник Микола Медвецький (1930—2007).

- Гавриш Володмир Михайлович (*27.01.1955, с. Ізки Міжгірського району Закарпатської області) — український економіст, державний службовець, громадський діяч. Закінчив Чернівецький державний університет (1983) (нині — національний університет імені Юрія Федьковича) та Чернівецький торговельно-економічний інститут Київського національного торговельно-економічного університету(1996). Працював у партійних, державних органах, майже 15 років — у Чернівецькій обласній державній адміністрації: заступник начальника управління з питань державних корпоративних прав, заступник начальника Головного управління економіки, заступник директора — начальник управління соціально-економічного розвитку Департаменту економічного розвитку. Після виходу на пенсію працював помічником-референтом директора Чернівецької дирекції УДППЗ «Укрпошта», з вересня 2017 року — заступник директора Чернівецької дирекції ПАТ «Укрпошта».
- Сенько Василь Михайлович (* 1941) — український художник

11 грудня 1962 році в Ізках народився Мічак Володимир Федорович майстер спорта СРСР у важкій атлетиці. Під час проведення у Львові у 1984 році Всеукраїнської спартакіади вищих навчальних закладів здобув дві медалі: золоту за ривок 125 кг та срібну за суму у двоборстві 277,5 кг зараз(2017)вчитель інформатики в Пилипецькій ЗОШ І-ІІІ ст.
Уроженки Ізок Анна Михайлівна Бобинець 1928 р.н. та Софія Мочкош (Дубанич) отримали звання Героя Соціалістичної Праці з врученням Золотої зірки 1971 рік. Анна Михайлівна Бобинець була обрана депутатом Верховної Ради УРСР VIII скликання 1971—1975 рр.

## Туристичні місця

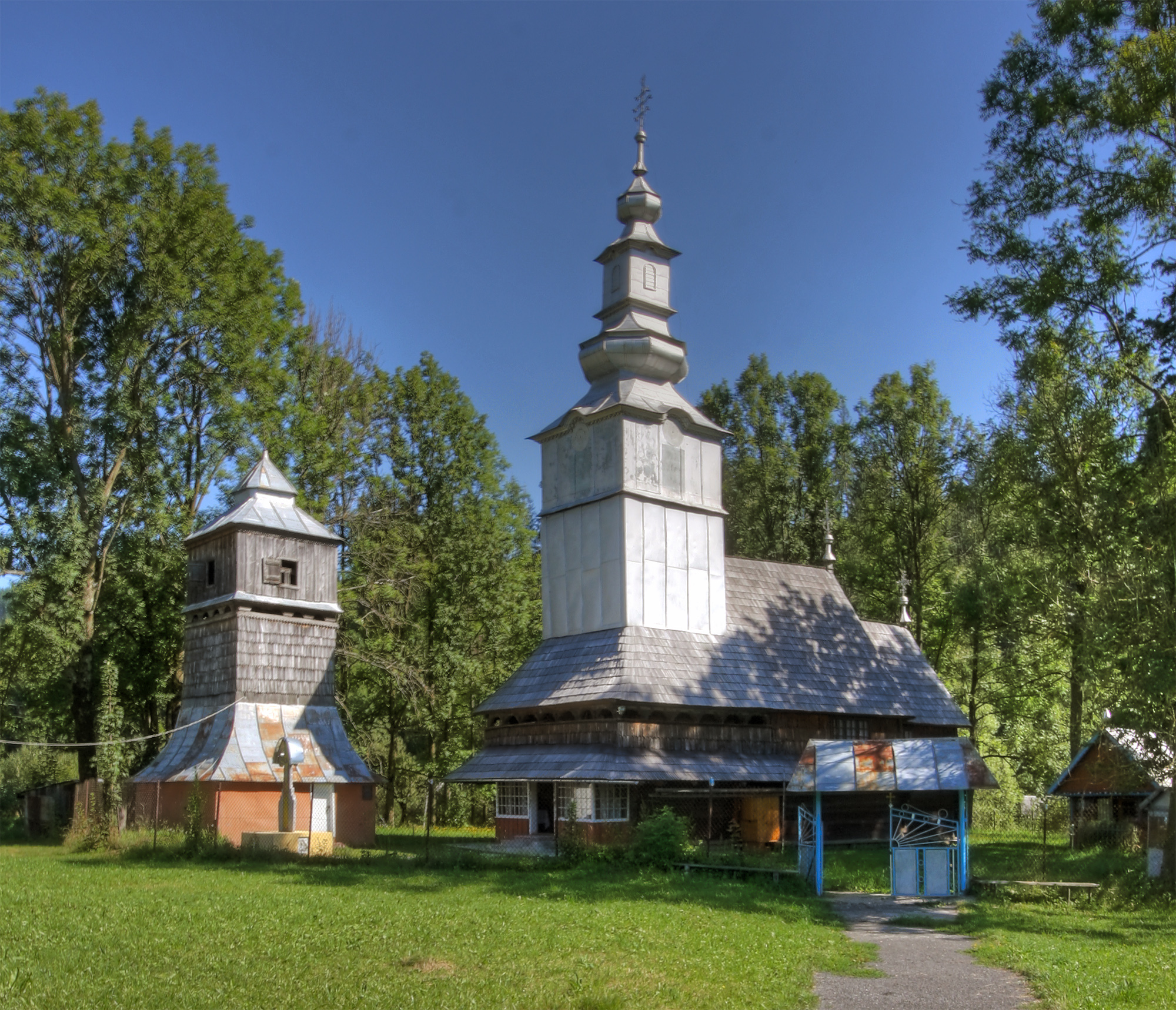
Церква Св. Миколи Чудотворця

- Церква Св. Миколи Чудотворця. Початок XVIII ст., перебудована у 1798 році. У 1751 році в Ізках були три дерев'яні церкви, з яких горішня присвячена Благовіщенню Пр. Діви Марії (115 вірників), середня — св. Параскевії і долішня — св. Миколаю (105 вірників). Церква св. Миколи Чудотворця. Початок XVIII ст., 1798 У 1751 р. в Ізках були три дерев'яні церкви, з яких верхня присвячена Благовіщенню Пр. Діви Марії (115 вірників), середня — св. Параскевії і нижня — св. Миколаю (105 вірників). Церкву в Ізках ремонтували 1751 р., отже, вона була збудована на початку XVIII або ще в XVII ст., а 1798 рік є роком перебудови церкви. У 1801 р. записано, що Ізки з філією в Матачові мають «церкву отповідну для 300 вірників, у добром состояню». Первісно церкву збудували із смерекових брусів у бойківському стилі з трьома верхами. На це вказують певні елементи всередині споруди. Нині церква є класичним взірцем верховинського бароко. Чудово скомпоновано об'єми нави, вівтаря і високої вежі. Барокове завершення турні чітко розроблено на яруси. Випуски вінців зрубів цікаво профільовані, гарна аркада ґанку тепер схована за дощаними стінами. У храмі зберігається чудова ікона Богоматері XVI ст., названа київським ученим Г. Н. Логвиним «Закарпатською мадонною». На жаль, весь старий живопис храму нещадно замальовано приблудними «художниками». У 1991 р. на башті з'явилася бляха, отже, незабаром може бути знищено і зовнішній вигляд храму. Біля церкви стоїть дерев'яна дзвіниця архаїчної форми і чудових пропорцій. Це єдина в Закарпатті дзвіниця такого типу. Споруда — каркасна, широка основа переходить вище опасання у високий стрункий об'єм. Голосницями служать вікна, а також низенька аркада. Художньо бездоганно вирішено шатровий дах дзвіниці з одним заломом. Про дзвіницю, як і про церкву, не дуже дбають. Люди ремонтують її, як уміють. Нижній ярус уже обшито бляхою. Різні написи донесли до нас імена причетних до створення церкви людей: поверх ікон празникового ряду — «Сие помалова до стой церкви оувесь сей столецъ сщникъ їерей Макъсимъ Марусиничъ со женою своею Парацею и со чади своими…»; на рамі та іконі Тайної вечері — «Сию икону справил рабъ бжїй їреї Григорїи Лучинецъ | изъ своїмъ сномъ и дїікономъ Петромъ | за своє отпущенїе гріховъ и за свїхъ родчївъ | місяці септевріі дні КЕ (25) року божого перва тїсіча | ΨЛ (1730)»; на іконі Богоматері — «Петро поп Келечинский | коупил сию иконо | за отпущенїе | гріховъ»; на іконі св. Миколи — «Изволєниємъ отца и совершениемъ сина и поспішением стаго дха сию икону |…авил рабъ раб бжи свщенни їерей Петро Кривяничич из отцем своим Ивашком и маткою своею Настасею | и женою своею Мариею за доброе здравие и за отпущение гріховъ своихъ». Служебник купив 8 лютого 1718 р. Чечур Василь. Трифологіон купив Тимко Гаджеґа з дружиною Настасією 1743 року в Федора Натановича для нижньої церкви св. Миколи. — в храмізберігається ікона «Закарпатська Мадонна» — У селі біля церкви була єврейська бужня (молитовний дім).
- Курорт Ізки — відпочинково-оздоровчий, гірськолижний курорт. Розташований біля підніжжя гори Магура-Жиде. Включає готельний комплекс, побудований із дерев'яного зрубу, має два ресторани: «Колиба» — ресторан національної кухні, «Магур» — ресторан європейської кухні. Курорт обслуговують два гірськолижні підйомники. Спуски характеризуються як легкі та середньої складності, ширина траси місцями сягає 200 м. На трасах є штучне засніження і ратрак, а також прокат спорядження і школа лижників.
- Пам'ятка природи «Сосна звичайна».
- Гірський кришталь (рос. горный хрусталь, англ. rock crystal — мінерал класу силікатів, прозора безбарвна відміна кварцу. Зустрічається в пустотах, у гідротермальних та альпійського типу жилах у вигляді поодиноких кристалів, іноді друз. В давнину гірський кришталь приймали за скам'янілий лід, так як знаходили його високо в горах, де лежать вічні сніги, та й сама «холодність» каменя служила тому. У природі кварц зустрічається у вигляді добре сформованих кристалів різного кольору (мармароський «діамант»), друз (гірський кришталь, аметист). До приховано кристалічних різновидів відносяться халцедон, яшма, до аморфних — опал. Однак найбільшою популярністю користуються так звані мармароські «діаманти». У літературі вони вперше згадуються в 1791 році І. Фігтелем
- Цвинтар Першої світової війни.
- За часу Першої світової війни по верху гори Голиця проходила лінія оборони: ще в 1960-х роках були добре збережені окопи та оборонні рови
- «Зимівкова криниця»
- Мінеральне джерело, воду з якого використовували місцеві жителі. Свого часу було розроблено план будівництва дільничної реабілітаційної лікарні, проте цей задум так і залишився на рівні теоретичних розробок.
- Флористичний заповідник — природний сосняк площею 25,5 га.
- Кам'яний придорожній хрест Матачів